# Eric Smax

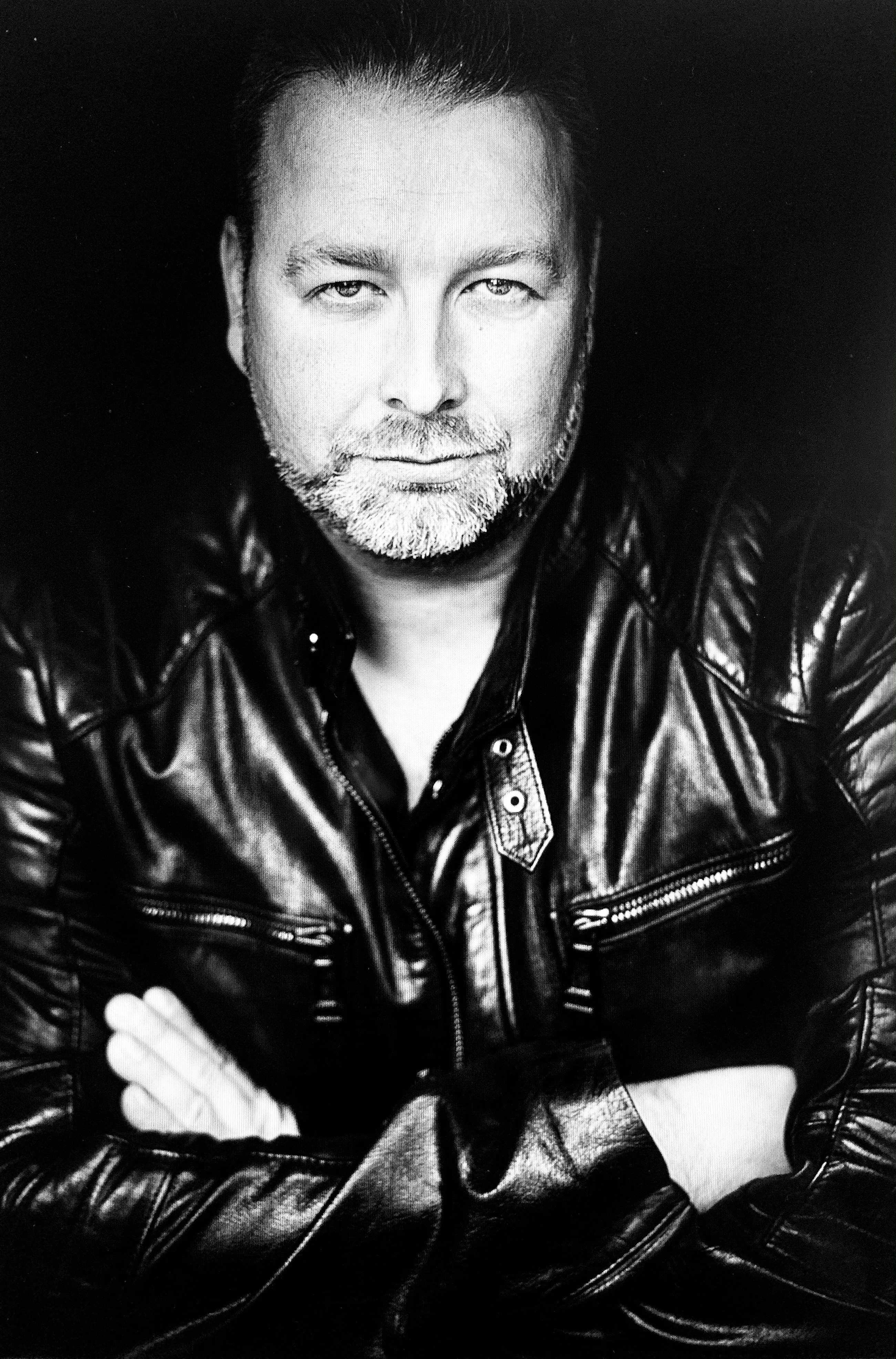
Eric Smax

Eric Smax (* 11. Februar 1972 in Duisburg als Erich Schmeier) ist ein deutscher House-DJ, Musikproduzent, Eventmanager und Veranstalter, der national und international tätig ist.

## Leben und Karriere

### 1990er Jahre
Anfang der 1990er Jahre begann Eric Smax seine Laufbahn als DJ unter dem Pseudonym DJ Errik. Techno war geboren und die elektronische Tanzmusik zog in den Clubs im Ruhrgebiet ein. Errik wurde schon bald Resident-DJ im Poison Club am Hauptbahnhof Düsseldorf. Er feierte in der Elektro-Szene große Erfolge mit seinen Sets. Schon bald legte er nicht nur in heimischen Regionen auf, sondern wurde in Europa gebucht.
Ab 1997 spielte er regelmäßig auf Festivals wie Mayday, Nature One (für die er auch mehrere Festival-Hymnen unter Nature One Inc. mitproduzierte) und der Love Parade, sowie Love Nation. Parallel baute er seine Erfolge als Musikproduzent immer weiter auf und aus. Er hat für verschiedene Labels gearbeitet. Darunter Warner Music, Sony Music, BMG, Virgin, Urban Music, Polydor, Universal Music, Edel SE, Kontor Records, EMI.

### 2000er Jahre
Ab 2003 widmete sich Eric Smax endgültig seiner anderen Leidenschaft – der House-Musik in allen Varianten wie Deep House, Tech House etc. Er änderte seinen DJ-Namen von DJ Errik in Eric Smax. Der Künstlername entstand aus einer kreativen Abwandlung seines richtigen Namens. Da er mit Nachnamen Schmeier heißt und international das „Sch“ nicht gut ausgesprochen werden kann, kam er auf die Idee, den Nachnamen zu verkürzen und zu vereinfachen, sodass er auch in nicht deutschsprachigen Ländern besser ausgesprochen werden kann. Der Vorname wurde praktisch beibehalten und heraus kam: Eric Smax. Nach und nach startete er seine eigenen Veranstaltungsreihen wie Ultraschall, Plattenküche, Müllerbeat, Studio 54 und andere. Bei lokalen Festivals wie dem Luft & Liebe Festival und dem Smag Sundance Festival gehörte er mittlerweile zum festen Line-up.

### 2010er Jahre
2010 bis 2017 war Eric Smax Teil des Sandy-Hill-Chill-Festivals in Zandvoort. Das von DJ Fishi (Klaus Fischer) ins Leben gerufene Musikfestival für den guten Zweck spendet alljährlich sämtliche Einnahmen im 6-stelligen Bereich an Ärzte ohne Grenzen. Neben diversen gemeinsamen kreativen Projekten entstanden die Songs Shining Star, Come and Take It in Cooperation mit Jay Frog sowie Love, Peace and Happiness als gemeinsame Produktionen. Der letzte Song wurde 2014 zur inoffiziellen Sandy-Hill-Chill-Hymne und schaffte es außerdem in die iTunes-Charts auf Platz 72.
Dank seines musikalischen Know-hows und der immer wieder großen Experimentierfreude kann Eric Smax auf 30 Jahre Tätigkeit als Musikproduzent mit national und international erfolgreichen Remix-Produktionen unter anderem mit Scooter, Alex Christensen, U96, Mark ’Oh, Cosmic Gate, Niels van Gogh, Ian Carey, Hilary Duff, Lady Gaga, Sash!, den Nightcrawlers, Ce Ce Peniston, Supermode zurückblicken.

### 2020er Jahre

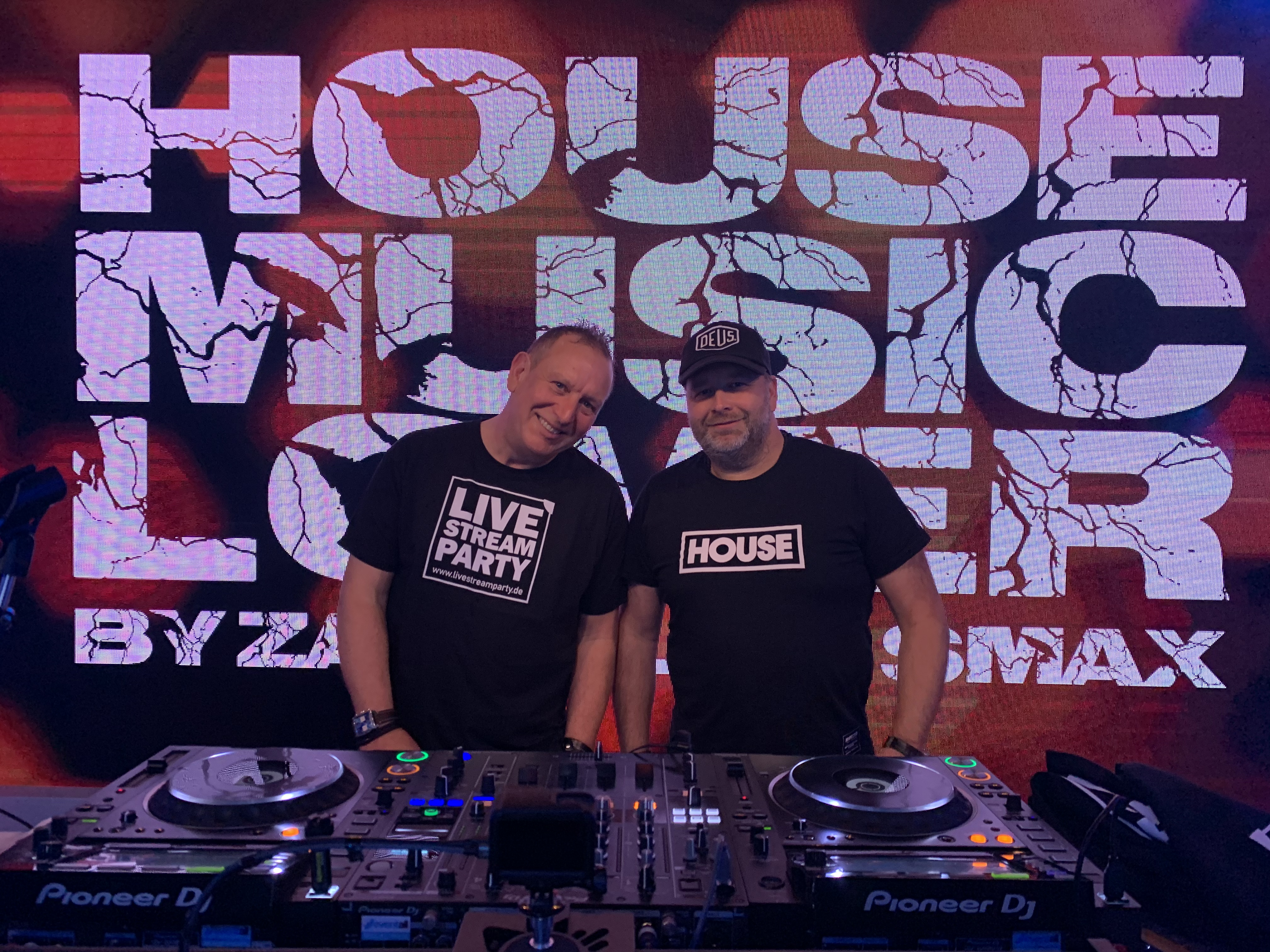
Eric Smax – Livestream House Music Lover 2021

Eric Smax kann auf zahlreiche Chartplatzierungen für Singles (u. a. mehrere Top-10-Singles) und Albumproduktionen (Top-20-Alben) sowie 2 Goldene Schallplatten (für Remixproduktionen von Sash!-Singles) blicken. Er betreibt noch heute seine eigenen Tonträger-Independent-Label Selected Works und E-Cutz Music sowie einen eigenen Musikverlag, der nach wie vor aktiv ist und von Sony Music administriert wird. Während der Pandemie im Jahr 2020/2021 steht Eric Smax regelmäßig über Live-Streams mit seiner Fan-Base in Kontakt und stellt jede Woche neue Mixe über verschiedene Streaming-Plattformen wie SoundCloud, Apple Podcast, MixCloud zur Verfügung. Im November 2021 wurde Eric Smax offiziell als „Classic DJ“ im Artist Roster bei der Künstleragentur Dancefield gelistet. Hier befindet er sich in bester Gesellschaft mit weiteren international bekannten und erfolgreichen Trance- und Techno-DJs aus den 90ern wie Westbam, Quicksilver und Talla 2XLC.

## Diskografie

### Releases
| Release | Titel                                                  | Artist                               | Label             |
| ------- | ------------------------------------------------------ | ------------------------------------ | ----------------- |
| 2005    | Diamond Rings                                          | Punk People                          | Selected Works    |
| 2005    | Keep Your Love                                         | Punk People                          | Selected Works    |
| 2006    | S-Punk                                                 | Smax & Gold                          | Selected Works    |
| 2006    | Our Roots                                              | Smax & Gold                          | Selected Works    |
| 2006    | The Feeling                                            | Smax & Gold                          | Selected Works    |
| 2006    | Crucified                                              | Smax & Gold                          | Selected Works    |
| 2006    | Touch Me                                               | Houzecrushers                        | Nebula Uk         |
| 2007    | You Don’t Own Me                                       | City Sneakerz                        | Ministry of Sound |
| 2007    | That’s It                                              | Eric Smax                            | Selected Works    |
| 2008    | Risin Sun                                              | Smax & Gold – featuring Inusa Dawuda | S2G Productions   |
| 2008    | Want 2 Be                                              | City Sneakerz                        | Ministry of Sound |
| 2008    | House Arrest                                           | Smax & Gold                          | Selected Works    |
| 2008    | All I Gave 2 U                                         | Lane Cryspo                          | Phunkwerk         |
| 2008    | Must Be the Music                                      | Eric Smax featuring Terri B.         | Selected Works    |
| 2014    | Shining Star                                           | Eric Smax featuring Kash Jay         | Attractive        |
| 2014    | Love, Peace & Happiness                                | Eric Smax & Fishi                    | WePlay            |
| 2014    | Come and Take It                                       | Jay Frog & Eric Smax                 | Wormland Gold     |
| 2014    | Human Life                                             | Jay Frog & Eric Smax                 | Wormland Gold     |
| 2015    | The Only One                                           | Eric Smax & Fishi                    | Attractive        |
| 2015    | Let Music Be Your Love                                 | Eric Smax feat. Jean Pearl           | Tokapi Records    |
| 2019    | Love Peace & Happiness (Smaxer & Dany Ocean Disco Mix) | Eric Smax & Fishi                    | Tokapi Records    |

### Remixe
| Release | Titel                                  | Artist                              | Label              |
| ------- | -------------------------------------- | ----------------------------------- | ------------------ |
| 2006    | Same Man (Eric Smax Mix)               | Till West & DJ Delicious            | Kontor             |
| 2006    | Pulverturm                             | Niels van Gogh vs Eniac             | Kosmo Records      |
| 2006    | Dancin (Eric Smax & Thomas Gold Mix)   | Aaron Smith                         | Data Rec UK        |
| 2006    | I Don’t Wanna Walk Away                | L1R feat Zelina                     | Linbo 1 Rec UK     |
| 2006    | Say What You Want                      | Ian Carey, Rasmus Faber             | Kick Fresh Rec     |
| 2006    | Party for the Weekend                  | Soul Seekerz                        | Positiva Uk        |
| 2006    | U Sure Do (Smax & Gold Mix)            | Strike                              | Fresh UK           |
| 2006    | Open Your Eyes                         | M-Factor                            | Royal Flush France |
| 2006    | Dancefloor                             | Sharp Boys                          | In.Stinct Rec UK   |
| 2006    | Deep Inside                            | Club                                | Adhesive UK        |
| 2007    | Take Off                               | Jack Rokka vs Betty Boo             | Gusto Rec UK       |
| 2007    | (Maybe You’ll Get) Lucky               | Soundbluntz                         | Big Star Rec.      |
| 2007    | Read My Lips (Eric Smax & Thomas Gold) | Alex Party                          | NetsWork Italy     |
| 2007    | Heartbeat                              | Topmodelz                           | AqualoopRec        |
| 2007    | Sound of Eden (Houzecrushers Mix)      | Another Chance                      | Rise               |
| 2007    | Do You Want It Right Now               | Degress Of Motion                   | Cayenne Rec UK     |
| 2007    | Stranger (Smax & Gold Mix)             | Hilary Duff                         | Hollywood Rec      |
| 2007    | With Love (Houzecrushers Mix)          | Hilary Duff                         | Hollywood Rec      |
| 2007    | In Love with You                       | Atrium                              | Positiva UK        |
| 2007    | Beautiful Day                          | Sunburst                            | All A. T. World    |
| 2007    | Shame Shame Shame                      | Soulshaker & CeCe Peniston          | All A. T. World    |
| 2007    | Desert Storm (Smax & Gold Mix)         | Nayo                                | Fyro Music UK      |
| 2007    | The Answer                             | BassMonkeys                         | All A. T. World UK |
| 2008    | Push the Feeling On (Eric Smax)        | The Nightcrawlers                   | Superstar Rec      |
| 2008    | Just Dance (Delicous & Eric Smax Mix)  | Lady GaGa                           | Interscope Rec     |
| 2008    | Hi’n’Bye                               | Eddie Thoneick, Till West, Delicous | Phunkwerk          |
| 2008    | Shining Star (Smax & Gold Mix)         | Pate No.1                           | BigStar Denmark    |
| 2008    | Gotta Get Through                      | Emanuel McCall & Katherine Ellis    | BornToDance UK     |
| 2008    | Reach for the Love                     | Soul Seekerz vs Judy Cheeks         | Positiva UK        |

### Chartplatzierungen als Musikproduzent / Singles
| Jahr | Titel Interpretation                      | Höchstplatzierung, Gesamtwochen, AuszeichnungChartplatzierungen (Jahr, Titel, Interpretation, Platzierungen, Wochen, Auszeichnungen, Anmerkungen) | Höchstplatzierung, Gesamtwochen, AuszeichnungChartplatzierungen (Jahr, Titel, Interpretation, Platzierungen, Wochen, Auszeichnungen, Anmerkungen) | Höchstplatzierung, Gesamtwochen, AuszeichnungChartplatzierungen (Jahr, Titel, Interpretation, Platzierungen, Wochen, Auszeichnungen, Anmerkungen) | Höchstplatzierung, Gesamtwochen, AuszeichnungChartplatzierungen (Jahr, Titel, Interpretation, Platzierungen, Wochen, Auszeichnungen, Anmerkungen) | Anmerkungen                             |
| Jahr | Titel Interpretation                      | DE | AT | CH | UK | Anmerkungen                             |
| ---- | ----------------------------------------- | --- | --- | --- | --- | --------------------------------------- |
| 1997 | Ready Bruce Wayne                         | — | — | — | UK44 (2 Wo.)UK | Erstveröffentlichung: 13. Dezember 1997 |
| 1998 | No Good for Me Bruce Wayne                | — | — | — | UK70 (1 Wo.)UK | Erstveröffentlichung: 4. Juli 1998      |
| 2000 | Shining Green Court                       | DE32 (5 Wo.)DE | — | — | — | Erstveröffentlichung: 20. November 2000 |
| 2001 | Take My Breath Away Green Court           | DE99 (1 Wo.)DE | — | — | — | Erstveröffentlichung: 11. Juni 2001     |
| 2001 | We Hate to Rock Essential DJ-Team         | DE41 (6 Wo.)DE | — | — | — | Erstveröffentlichung: 25. Juni 2001     |
| 2001 | Wonderful Days Starsplash                 | DE4 (10 Wo.)DE | AT7 (16 Wo.)AT | CH97 (21 Wo.)CH | — | Erstveröffentlichung: 22. Oktober 2001  |
| 2002 | Ong-Diggi-Dong Essential DJ Team          | DE44 (7 Wo.)DE | — | — | — | Erstveröffentlichung: 4. Februar 2002   |
| 2002 | Free Starsplash                           | DE8 (12 Wo.)DE | AT12 (15 Wo.)AT | CH98 (1 Wo.)CH | — | Erstveröffentlichung: 11. März 2002     |
| 2002 | This Is My Sound DJ Shog                  | DE54 (5 Wo.)DE | — | — | UK40 (2 Wo.)UK | Erstveröffentlichung: 13. Mai 2002      |
| 2002 | Rainbow in the Sky Starsplash             | DE22 (9 Wo.)DE | AT20 (11 Wo.)AT | — | — | Erstveröffentlichung: 17. Juni 2002     |
| 2002 | The 2nd Dimension DJ Shog                 | DE62 (3 Wo.)DE | — | — | — | Erstveröffentlichung: 25. November 2002 |
| 2003 | Travel Time Starsplash                    | DE11 (8 Wo.)DE | AT26 (7 Wo.)AT | — | — | Erstveröffentlichung: 17. Februar 2003  |
| 2003 | Mr. Vain Recall Culture Beat              | DE7 (10 Wo.)DE | AT8 (12 Wo.)AT | CH46 (5 Wo.)CH | UK51 (2 Wo.)UK | Erstveröffentlichung: 10. März 2003     |
| 2003 | Endless Fantasy Starsplash                | DE20 (6 Wo.)DE | AT35 (16 Wo.)AT | — | — | Erstveröffentlichung: 26. Mai 2003      |
| 2003 | Alive & Kickin’ Nature One Inc            | DE71 (5 Wo.)DE | — | — | — | Erstveröffentlichung: 4. August 2003    |
| 2003 | Fly Away (Owner of Your Heart) Starsplash | DE24 (7 Wo.)DE | AT43 (3 Wo.)AT | — | — | Erstveröffentlichung: 18. August 2003   |
| 2003 | Another World DJ Shog                     | DE35 (14 Wo.)DE | — | — | — | Erstveröffentlichung: 6. Oktober 2003   |
| 2004 | Alive Starsplash                          | DE51 (5 Wo.)DE | AT56 (2 Wo.)AT | — | — | Erstveröffentlichung: 15. März 2004     |
| 2004 | Live 4 Music DJ Shog                      | DE39 (6 Wo.)DE | — | — | — | Erstveröffentlichung: 17. Mai 2004      |
| 2004 | Can U Kick it Starsplash                  | DE46 (4 Wo.)DE | AT47 (2 Wo.)AT | — | — | Erstveröffentlichung: 28. Juni 2004     |
| 2004 | Hardstyle My Style Starsplash             | DE66 (3 Wo.)DE | — | — | — | Erstveröffentlichung: 8. November 2004  |
| 2005 | Running Water DJ Shog                     | DE49 (7 Wo.)DE | — | — | — | Erstveröffentlichung: 18. Juli 2005     |
| 2007 | Touch Me Houzecrushers                    | — | — | — | UK76 (1 Wo.)UK | Erstveröffentlichung: 24. März 2007     |

### Chartplatzierungen als Musikproduzent / Alben
| Jahr | Titel Interpretation        | Höchstplatzierung, Gesamtwochen, AuszeichnungChartplatzierungen (Jahr, Titel, Interpretation, Platzierungen, Wochen, Auszeichnungen, Anmerkungen) | Höchstplatzierung, Gesamtwochen, AuszeichnungChartplatzierungen (Jahr, Titel, Interpretation, Platzierungen, Wochen, Auszeichnungen, Anmerkungen) | Anmerkungen                             |
| Jahr | Titel Interpretation        | DE | AT | Anmerkungen                             |
| ---- | --------------------------- | --- | --- | --------------------------------------- |
| 2002 | Here We Go Again Starsplash | DE24 (4 Wo.)DE | AT58 (3 Wo.)AT | Erstveröffentlichung: 1. April 2002     |
| 2003 | Friends Starsplash          | DE31 (3 Wo.)DE | — | Erstveröffentlichung: 16. März 2003     |
| 2006 | My Sound DJ Shog            | DE55 (4 Wo.)DE | — | Erstveröffentlichung: 20. Januar 2006   |
| 2007 | 2 Faces DJ Shog             | DE94 (1 Wo.)DE | — | Erstveröffentlichung: 7. September 2007 |

## Eigene Veranstaltungsreihen
- Ultraschall, Duisburg
- Plattenküche, Duisburg
- Studio 54 Party, Duisburg
- Müllerbeat (mit Jens Müller), Duisburg
- Rausch der Sinne Katamaran Tour, Mallorca
- Back 2 The Roots (mit King-O und Björn Mandry)